# 澳大利亚—以色列关系
澳大利亚－以色列关系是指澳大利亚和以色列之间建立于1949年的双边关系。澳大利亚在特拉维夫设有大使馆，以色列在堪培拉设有大使馆。两国政府之间的关系经常受到巴以冲突的影响。1996年至2007年期间担任澳大利亚总理的约翰·霍华德曾表示，“澳大利亚影响该地区事件的能力是有限的，不应夸大其词”。
2019年3月28日，澳大利亚和以色列政府签署了两国间的首个税收条约，以防止双重征税和避税。2017 - 18年，澳大利亚和以色列之间的商品贸易总额超过10亿美元，2017年以色列对澳大利亚的投资为3.01亿美元。该条约将在两国完成国内批准程序后，于2020年1月1日生效。2013年，澳大利亚外交部称澳大利亚和以色列拥有“健康的商业关系，双边贸易价值1.19亿美元”。2015-16年，双边货物和服务贸易总额为13亿美元，其中澳大利亚出口价值3.49亿美元，从以色列进口9.52亿美元。2015年，澳大利亚在以色列的投资总额为6.63亿美元，以色列在澳大利亚的投资总额为2.62亿美元。

## 历史

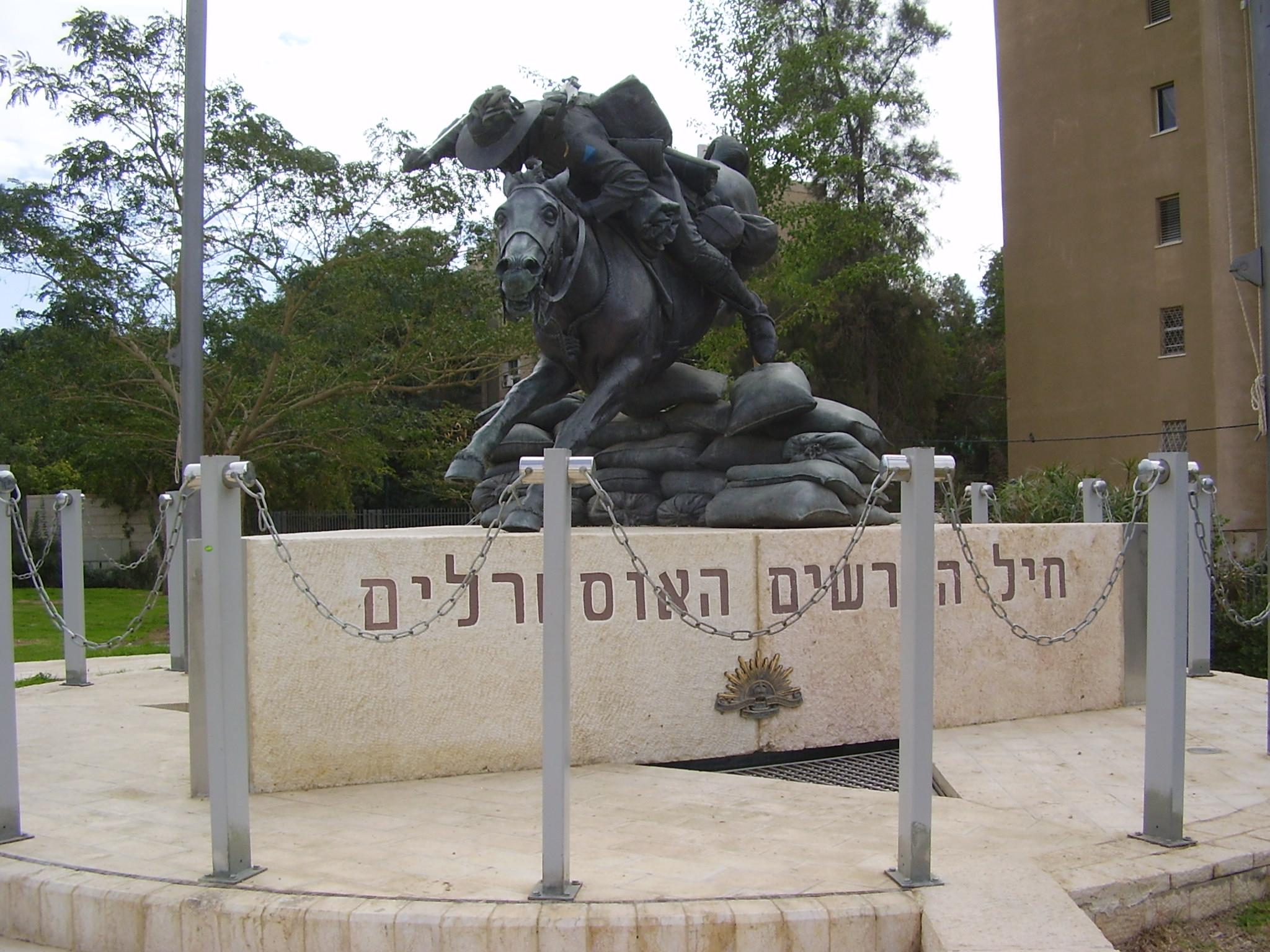
贝尔谢巴的澳大利亚轻骑兵团纪念碑

四个澳大利亚轻骑兵团和一个骆驼营参加了1916-1917年英国征服巴勒斯坦的战役。澳大利亚犹太人约翰·莫纳什将军是澳大利亚犹太复国主义运动的领袖。澳大利亚士兵在第二次世界大战中曾在中东作战。1947年11月29日，澳大利亚外交部长埃维特担任联合国大会巴勒斯坦问题特别委员会主席，推动联合国分治计划获得通过。澳大利亚是第一个投票支持该计划的国家，尽管英国对其英联邦国家施加了巨大压力，要求其对该决议投弃权票。

### 澳大利亚的立场
自从1949年1月28日澳大利亚政府承认以色列以来，以色列和澳大利亚就建立了外交关系。
在1967年六日战争期间和之后，自由党-国家党联盟都支持以色列。然而，随后由高夫·惠特拉姆领导的工党政府在1972年当选，在处理两国关系上转向了所谓的“更公平”的方式。这一变化发生在1973年赎罪日战争之后，并与惠特拉姆希望与阿拉伯国家建立友好关系的愿望有关。
随后由1975年当选的马尔科姆·弗雷泽领导的自由党政府表示，“支持联合国安理会第242、338和339号决议，为和平解决提供基础”。弗雷泽后来说，澳大利亚应该“更清楚地表明我们对以色列生存的承诺”。1980年，时任外交部长的安德鲁·皮科克说:“和平应该建立在……以色列在安全、公认的边界内生存的权利之上，并在承认巴勒斯坦人民与以色列共同拥有家园的合法权利时”。皮科克的声明在1982年得到弗雷泽的呼应，弗雷泽说:“巴勒斯坦人的合法权利包括在以色列旁边有一个家园。”
上世纪80年代，鲍勃·霍克反对联合国将犹太复国主义等同于种族主义的决议。在总理约翰·霍华德和外交部长亚历山大·唐纳的领导下，澳大利亚与以色列的关系得到了加强。唐纳在2006年黎巴嫩战争中支持以色列。
在以色列，耶路撒冷斯高帕斯山上的联邦战争公墓会纪念澳新军团日。贝尔谢巴的澳大利亚士兵公园是为了纪念在第一次世界大战中进攻贝尔谢巴并击败土耳其人的澳大利亚轻骑兵团。
2014年BBC世界服务的一项民意调查发现，67%的澳大利亚人对以色列的影响持负面看法，24%持正面看法。然而，对以色列的负面评价不如2007年的调查。在接受调查的国家中，只有印度尼西亚和英国对以色列持负面看法的人口比例更高。没有进行类似的调查来确定以色列对澳大利亚的看法。
2016年12月20日，澳大利亚外交部长朱莉·毕晓普就美国对联合国安全理事会第2334号决议投了弃权票一事，公开与美国保持距离，暗示澳大利亚如果在安理会就会投票反对该决议。澳大利亚是除以色列外唯一公开反对该决议的国家。

1988年以来澳大利亚对以色列商品的月出口额（百万澳元）

2017年2月，以色列总理本雅明·内塔尼亚胡成为首位访问澳大利亚的现任以色列领导人。内塔尼亚胡会见了总理马尔科姆·特恩布尔、总督彼得·科斯格罗夫爵士以及其他州和联邦的政治家。

自1988年以来，以色列每月出口到澳大利亚的商品价值（百万澳元）

2018年5月，澳大利亚驻以色列大使克里斯·坎南和其他西方大国的外交官没有参加美国驻耶路撒冷新大使馆的开幕式。
2018年10月，澳大利亚总理斯科特·莫里森宣布，澳大利亚正在审议是否将澳大利亚驻以色列大使馆从特拉维夫迁至耶路撒冷，并承认耶路撒冷为以色列首都。2018年12月，莫里森宣布，澳大利亚承认西耶路撒冷为以色列首都，但不会立即将大使馆从特拉维夫迁出。當時澳洲在野工黨反對承認西耶路撒冷。
2022年10月18日，工黨上台執政後，澳大利亚宣布不再承认耶路撒冷为以色列首都。

## 对以色列的批评
20世纪80年代初，澳大利亚外交部长托尼·斯特里特批评了以色列的《耶路撒冷法》和《戈兰高地法》。1982年以色列入侵黎巴嫩时，澳大利亚总理马尔科姆·弗雷泽表示，以色列的行动“是澳大利亚政府和人民最严重的关切”，是“短视和愚蠢的”。
2010年5月，澳大利亚政府驱逐了一名以色列外交官，理由是他使用以色列政府伪造的澳大利亚护照暗杀马哈茂德·马巴胡赫。澳大利亚外交部长斯蒂芬·史密斯表示，以色列此前伪造了澳大利亚护照，尽管“澳大利亚仍然是以色列的坚定朋友，但是我们的关系必须建立在相互信任和尊重的基础上。”
在加沙舰队袭击事件中，一名澳大利亚公民受伤后，局势再次紧张起来。总理陆克文谴责以色列的行动。
2013年，澳大利亚广播公司报道称，澳大利亚公民本·齐吉尔于2010年在以色列羁押期间死亡。据澳大利亚广播公司报道，曾为以色列安全局摩萨德工作的齐吉尔在无意中破坏了一项间谍行动，该行动旨在运回20世纪80年代以色列-黎巴嫩战争中牺牲的以色列士兵的尸体，随后他被投入监狱。这个故事重新引发了关于双重国籍可能引发冲突的讨论，以及关于犹太裔澳大利亚人与以色列关系的讨论。